# Darryl Johansen
Pour les articles homonymes, voir Johansen.
Darryl Keith Johansen est un joueur d'échecs australien né le 4 février 1959 à Melbourne.

## Biographie et carrière
Darryl Johansen est le deuxième joueur australien à obtenir le titre de grand maître international en 1995 (si l'on excepte Walter Browne qui devint américain en 1970, année où il obtint le titre de grand maître).
En trente ans, Darryl Johansen remporta six fois le championnat d'Australie (en 1984, 1988, 1990, 2000, 2002 et 2012). 
Il représenta l'Australie lors de quatorze olympiades de 1980 à 2010, dont une fois au premier échiquier (en 1984), car Ian Rogers jouait habituellement au premier échiquier de l'Australie. En 1990 (8,5 points sur 12) et 2000 (7,5 points sur 10), Darryl Johansen finit quatrième parmi les joueurs de la compétition évoluant au deuxième échiquier.
En 2002, après sa victoire au championnat australien, Johansen remporta le championnat d'Océanie d'échecs. Le championnat d'Océanie était un tournoi zonal et Johansen se qualifiait pour le Championnat du monde de la Fédération internationale des échecs 2004. Lors du championnat du monde disputé à Tripoli en Libye, il fut battu au premier tour par le Belge Mikhaïl Gourevitch. En 2012, après le championnat d'Australie, Johansen remporte à nouveau le championnat d'Océanie.

## Palmarès
En 1984, Johansen remporta le Phillips & Drew Knights Masters à Londres.
Il gagna :
- trois fois l'Australian Masters (tournoi international disputé à Melbourne) : lors de la première édition en 1987, puis deux fois ex æquo : en 2001 et 2004 ;
- trois fois l'Open international d'Australie : en 1983, 1991 (ex æquo) et en 1997 ;
- quatre fois la Doeberl Cup disputée à Canberra : en 1994, 1996, 1999 et 2001[3] ;
- cinq fois le Grand Prix d'Australie (circuit des tournois australiens disputés dans l'année) : en 1991, 1992, 1993, 1995 et 1996.